# 食べあるキング
食べあるキング（たべあるキング）は、「食を通じて日本を元気に！」を合言葉に食べ歩きの達人たちが、約30名ほど集まった食のオールスターチーム。通称「食べキン」。
既存のメディアに依存しないSNS時代を代表するグルメユニットは、『食べあるキングの推しメシ』（名古屋テレビ）など冠番組を持つメディア活動に加え、食にまつわる企画をプロデュース、数々の「食のコラボレーション」を手掛けている。
メンバーは、各ジャンルごとに精通した食べ歩きの達人。各分野における知見、ネットワーク、発信力を有する。下調べもせず発信だけを担当する既存メディアと異なり、自身が自腹で食べ歩き、生活者と同じ等身大の目線で日々発信しているため、各ジャンルにおける信頼度は高い。
食を通じて、明るく楽しい生活を提案する。誰もが楽しめる「食」だからこそ、日本そして世界を笑顔にできるとという信条を掲げる。

## メンバー
- スイーツ番長〔スイーツ担当〕
- フォーリンデブはっしー〔肉担当〕
- はんつ遠藤〔B級グルメ〕
- 小谷あゆみ〔野菜担当〕
- 里井真由美〔フレンチ担当〕
- 本谷亜紀〔ラーメン担当〕
- 塚田亮一〔餃子担当〕
- 塩崎省吾〔焼きそば担当〕
- kyah〔イタリアン担当〕
- 金成姫〔激辛担当〕
- はぴい（飯塚敦）〔カレー担当〕
- あおい有紀〔日本酒担当〕
- 瀬川あずさ〔ワイン担当〕
- たまさぶろ〔BAR担当〕
- 西村愛〔旅グルメ担当〕
- イートナポ〔ナポリタン担当〕
- あまいけいき〔ケーキ担当〕
- 松村輝幸（M三郎）〔関西ランチ担当〕
- 染川ちひろ〔関西スイーツ担当〕
- 博多のあん〔博多グルメ担当〕
- もえのあずき〔大喰いグルメ担当〕
- 矢崎智也〔へんてこ担当〕
- 田中里奈〔女子会グルメ担当〕
- すずきB〔バル担当〕
- はあちゅう〔トレンドグルメ担当〕
- 伊藤初美（ハツ）〔ビストロ担当〕
- 一条もんこ〔カレー担当〕
- 秋山具義〔寿司担当〕
- わっきー（石脇誠）〔動画グルメ担当〕

## 卒業生
- ジンジャー〔生姜焼き担当〕
- 田辺晋太郎〔肉担当〕
- DeeJay Taro
- 遠近由美子